# XAGE5
XAGE5 (англ. X antigen family member 5) – білок, який кодується однойменним геном, розташованим у людей на короткому плечі X-хромосоми. Довжина поліпептидного ланцюга білка становить 108 амінокислот, а молекулярна маса — 12 077.
| 10         |  | 20         |  | 30         |  | 40         |  | 50         |
| ---------- |  | ---------- |  | ---------- |  | ---------- |  | ---------- |
| MSWRGRRYRP |  | RRCLRLAQLV |  | GPMLEPSVPE |  | PQQEEPPTES |  | QDHTPGQKRE |
| DDQGAAEIQV |  | PNLEADLQEL |  | SQSKTGDECG |  | DSPDVQGKIL |  | PKSEQFKMPE |
| GGEGKPQL   |  |            |  |            |  |            |  |            |

A: Аланін

C: Цистеїн

D: Аспарагінова кислота

E: Глутамінова кислота

F: Фенілаланін

G: Гліцин

H: Гістидин

I: Ізолейцин

K: Лізин

L: Лейцин

M: Метіонін

N: Аспарагін

P: Пролін

Q: Глутамін

R: Аргінін

S: Серин

T: Треонін

V: Валін

W: Триптофан